# به روح نگو (فیلم)
به روح نگو (به انگلیسی: Don't Tell a Soul) فیلمی محصول سال ۲۰۲۰ و به کارگردانی 	الکس مک‌آلی است. در این فیلم بازیگران جک دیلن گریزر، فیون وایتهد، مینا سوواری و رین ویلسون ایفای نقش کرده‌اند.